# Turna Mała (Białoruś)
Turna Mała, Turna (biał. i ros. Турна Малая, Turna Małaja) – wieś na Białorusi, w rejonie kamienieckim obwodu brzeskiego, w sielsowiecie Widomla, położona przy drodze republikańskiej R83.

## Historia
W 1671 r. w okolicy miejscowości Turna Mała właściciele Czarnawczyc, Radziwiłłowie, wznieśli okazały dwór modrzewiowy, zwany Turna. Obok powstał kompleks parkowy i zwierzyniec. Wygląd tej rezydencji znany jest jedynie z opisu Juliana Ursyna Niemcewicza, a pozostałością jej mogą być ślady założenia parkowego we wsi Turna Mała. Lokalizację obiektu łączy się także z obecną wsią Turna Duża.
W okresie międzywojennym kolonia Turna należała do gminy Turna w powiecie brzeskim województwa poleskiego II Rzeczypospolitej.